# ラジ魂
ラジ魂!!（ラジこん）は、北海道放送（HBCラジオ）で2006年4月開始のラジオ番組。

## 番組概要
2006年4月開始。HBCラジオの自社制作による夜ワイド番組としては、1971年開始の『ベストテンほっかいどう』（平日夜ワイド編成、1999年9月まで）以来、6年半ぶりとなった。
出演者の中野は、長年HBCラジオの番組に制作者・出演者として携わっているが、大森は競合局であるSTVラジオの夜ワイド番組・深夜番組に出演した後、HBCに登場という経歴を持つ。
ほとんどのコーナーがネタコーナー（下ネタも多い）となっている。番組のマスコットキャラクターは、リスナーから公募した中で、一番リスナーの投票が多かった「コン蔵」。
また、ラジ魂の新聞ラテ欄に載せる文章を募集している。
タイトルの由来はニッポン放送制作の『福山雅治のオールナイトニッポンサタデースペシャル・魂のラジオ』（魂ラジ）から取られたという説があったが、
番組公式ホームページ内の掲示板の書き込みでパーソナリティの中野智樹（トム）が否定。タイトルコールやジングルで言われている「ラジオの魂（たましい）!ラジ魂!!」が正しい由来だと思われる。
2013年4月6日からは、事前録音にはなるが兄弟番組『ラヅ魂』（ラヅこん）も放送されていた。
2024年10月からは木曜放送への移動に伴い、土曜20時枠に前週のダイジェストを放送する「ラジ魂!!S」を編成。

## 放送時間
- 2006年4月 - 2006年9月

土曜日 19時 - 20時30分
※プロ野球ナイター中継時は、ナイター中継終了後 - 22時
- 2006年10月 - 2007年3月

火曜日 - 金曜日 21時 - 22時
- 2007年4月 - 2013年3月

土曜日 21時 - 23時30分
※プロ野球ナイター中継時は、21時30分（ナイター中継終了、またはファイターズDEナイト!終了後） - 23時30分
- 2013年4月 - 2014年3月

第1部<ラジ魂>　土曜日　21時30分 - 23時30分（生放送） & 第2部<ラヅ魂>　土曜日　26時～27時（録音放送）
- 2014年4月 - 2015年3月

土曜日 21時30分 - 23時30分（生放送）& <ラヅ魂> 金曜日 27時 - 28時（録音放送）
- 2015年4月 - 2015年9月、2016年1月 -

土曜日 21時30分 - 23時30分（生放送）
- 2015年10月 - 2015年12月

土曜日 21時30分 - 23時20分（生放送）
- 2015年1月 - 2018年9月

土曜日 21時30分 - 23時30分（生放送）
- 2018年10月 - 2019年3月

土曜日 20時00分 - 22時00分（生放送）※プロ野球ナイター中継時は、ナイター中継終了後 - 22時
- 2019年4月 - 2019年9月

土曜日 21時00分 - 22時00分（生放送）
- 2019年10月 - 2020年3月

土曜日 20時00分 - 22時00分（生放送）
- 2020年4月 - 2020年9月

土曜日 21時00分 - 22時00分（生放送）
- 2020年10月 - 2024年9月28日

土曜日 20時00分 - 22時00分（生放送）
- 2024年10月3日 -

木曜日 22時00分 - 24時00分（生放送）
再放送「ラジ魂!!S」：土曜日 20時00分 - 21時00分（2024年10月12日 -）

## パーソナリティ
- 中野トモチキ（トム）

「ファンタジーの中に愛を」がテーマで、痴女が好みの独身。学歴は縄文高校卒。マンガはコミック派、好きな言葉は「飲み放題」。 47都道府県、道内179市町村、札幌10区に彼女がいる。 2018年10月13日現在の最高齢は後志地方在住の60代後半女性。
他局でのナレーション多々あり。
猫好きを公言し、旧上磯町（現・北斗市）に住む家族を番組で話題に取り上げる機会が多かった。 レギュラー番組では頻繁に住居（外壁がオレンジ色のアパート、通称：オレンジマンション）が話題にされるが「そこは以前住んでいた場所」とされている。
他局出演時は声を変えることがあり、ラジ魂の相方・大森俊治いわく「お金を稼ぐ時のトムの声」とのこと。
アニメ「サクラダリセット」に登場する同姓同名のキャラクター「中野智樹」の存在を気にしている。
「やさしそうだから」という理由で女性、特に主婦リスナーから人気は高い。
パチンコ・パチスロ・宝くじを「財テク」と呼び、まとまったお金が貯まったら機械の身体をタダでくれる星にいける鉄道のパスを購入したいと願っている。
ラジ魂においては大森俊治が代表を務める架空タレント事務所「オフィス・ニャー」専属タレントという位置づけで活躍する事もある。
他人の真似をすることなく自分の個性を大切にする「俺ジナリティー」を提唱している(本人は否定しているが、サイコどんの言い分に屈している)。
2019年1月の放送で、交通情報担当の堀内大輝アナを堀内「大チキ」と誤って呼称したことをきっかけに、度々弄られる構図が定着した。
パーソナリティのかたわら、食品開発にも余念がなく「らべるター油」や「あさみ」を考案したこともある。
最近はお腹に住むマイケル・ジャクソンとともに生放送にあたるのが常である。
- 大森俊治

職業はミュウジサン（バンド・恩着せがましいのボーカル）。　本名ペニーおよびニペー。高座名は暫波亭二瓶（ざんぱーてい にぺい）。
家族は、妻でインド人（確定）のカレクック。犬のユウくん、耳アカ舐め二郎、象の鼻くそほじ吉。
トムの仕事の成功を素直に喜べないあさましい島国根性の持ち主。
一時期、旭川市唯一のバニースタイルガールズバー・ベガスヒップ（現在は閉店）に通い詰めていた。
フードロスをなくすことと同様に自分の頭の中で考えたことを漏らさず発するというワードロス運動を1人で展開しており、周囲の人間を困惑に導いている。
2008年春の改編時に行われたパーソナリティ人気投票「ラジ魂 Dead or Alive 投票」で不正行為を行ったため、
「中継レポーター兼暫定パーソナリティ」（略称ザンパー）という肩書で番組に参加したが、
2011年12月の放送を4回のうち2回サボったことを理由に、2012年1月7日・14日の2週間「地声での番組参加禁止とスタジオ出入り禁止処分」となった。
「うんたー」は「ウンコレポーター」の略（リスナーのネタ投稿による）。
怒られたくないから嘘をつく歪んだ幼児性の持ち主。先輩である 高島保 に説教、妻に年収を過少申告、アシスタントの井内くんに泥棒の濡れ衣を着せる、帯広の局長に嘘をつくなどのエピソードがある。
年に数回、自分とトムとの境目がわからなくなり「俺は中野智樹かもしれない」「俺は中野智樹のジェネリックだから」と言い出すことがある。
また、トムと声が似ていることから、スベったネタを中野智樹になすりつけたり、ウケたネタを自分のものにすることもある。
四字熟語を熟知していると言う割には、因果応報を「王が陰謀」等の迷言も稀に出る。
自身が生み出した「俺ジナリティー」という造語を、中野智樹の発案であると罪をなすりつけたが、2018年8月25日の放送で音源が発覚、濡れ衣を着せることに失敗。
自分と金にしか関心がないため世間の情報に疎く、本田翼と夏菜の違いがわからない、MAYUとカーナビ女性Dにたかられた話をしたことを覚えていないなど、記憶力に定評がある。
自身が出演していたカーナビラジオ内で発言した肉汁を表現する言葉「ニクター・ジルドレン」は視聴者に大ウケしている（というテイになっている）。「Nikujiu（ニクジュー）」という派生系も存在する。
トゥームレイダーのことをトゥームレーザー、腹がよじれるのことを鼻がよじれる、ICカードSAPICAのことをスピカと間違え、一休さんのことをイキュウさん、ポンキッキのことをポポンキンキと言うなど、ここ数年ラジオパーソナリティとして不安な発言がとみに目立つ。 自分で言い出したことすらなにも理解できていないためコーナーの趣旨から外れた発言を繰り返しトムを困惑させる。

### ・あだ名
放送内において実に多種多彩なあだ名で呼ばれる。以下はほんの一例である。
（民泊大森の）ゴミ王、性に貪欲な人、元STV、どぶ、モモちゃん、ボッキロボ、オモシェ、シャーマン、シューンG、サイコどん、ザンパー（暫定パーソナリティ）、ウンターフンパー、糞尿系パーソナリティ、ニペー
ヌパン3世、ヌリスケおじさん、角質舐め舐めマン、チンタッチマン、Aho、MCペニー他多数。
- 隊員（2008年4月5日）

元々はラジ魂宣伝部プロジェクトムの中でリスナーからのメッセージを紹介するためだけに登場した人物だったが、キャラの良さなどで密かな人気を集め、過去数度の出演だったにもかかわらずパーソナリティ人気投票第3位にランクインし、不正行為をはたらいた第2位の大森俊治に代わって1日限定でパーソナリティを担当する運びとなった。
- MAYU（2008年12月27日）

2008年から2009年の年末年始に、大森が「家庭の事情」で欠席したため、急遽登板。
そこで「エロイムエッサイム」を読んだらリスナーからのリアクションがものすごかったため、コーナーが「エロイムエッサイムA」となった。
2012年上半期はフリーメッセージを読むときにたまに登場していた。2015年9月28日、自身のツイッターでラジ魂アシスタントの卒業を発表。
2021年3月13日にゲスト出演し、「エロイムエッサイム」が1夜限りで復活した。
- 川井"J"竜輔（2009年1月1日）

2008年から2009年の年末年始に、大森が「家庭の事情」で欠席したため、急遽登板。
- ペニー（2019年）

2019年度途中より、STVラジオから「ヘッドハンティング」され、ラジ魂に配属されたインド人スタッフ。10月からTBSラジオへ異動。

## コーナー（2020年10月以降）
- フリートーク、フリーテーマ+メール紹介

ラジ魂の魅力のひとつ。オープニングでパーソナリティーの二人のその日の体験談や、特別な日の場合はその日にちなんだフリートークをすると、なぜかトークで触れられた話題の関係者から続々と話の真相を暴露するようなネタが送られてくる。
大体はオープニングで触れた話題を「お題」としてメールを募集し、それに対するリスナーのリアクションを交えて展開する。
フリーテーマから「超能力少年シゲル」や「必殺!しげる人」などのコーナーが生まれた
1ヵ月以上も前に投稿したネタが突然採用されることもあるため、送ったその週に採用されなくても完全にボツネタにしていない模様。
- フラグ成立（OPトーク明け）

日常の様々なフラグが成立する場面を送ってもらうコーナー。
- ダーコール

「ボディービルダー コール」の略。ボディービル大会の面白い掛け声になぞらえて、様々な人・物を応援するネタコーナー。
- 週刊○○創刊（フラグ成立のあと）

分冊本で今後、発売されそうなものを予告風に送ってもらうコーナー。
- 万丈ラジオ（21:00頃）

万丈さんがもしもラジオ番組をやっていたら…という架空のコーナー。
- とむにゃん

きにゃこ好きの猫とむにゃんが、出てくるお話を大森俊治がただただ朗読するコーナー。ジャンルはとても様々だが、大抵がとむにゃんのお陰で助かることが多い。
- こうもり俊治とぷちとむ（21:40頃）

表では良いこと言ってる大森俊治が、裏ではこんなひどい事をしていた!という大森俊治の裏の顔。 ケチくさい、心の狭い中野智樹（トム）の姿を送ってもらうコーナー。（「ラジ魂」「カーナビラジオ午後一番!」等での言い間違いのネタが多い）。
ぷちとむに関しては、大森がアキトム、ベストテンほっかいどう等のネタはそこまで読まないと言っていたが、実際は多く読まれている様子。
1月第3週からぷちとむ（後述参照）とともに「こうもり俊治とぷちとむ」という1つのコーナーとして火曜日のレギュラーコーナーに昇格した。
ぷちとむは、普段は兄貴的な存在の中野智樹が裏でしている「人間的に小さい事」（最近は体のサイズが小さい事も多い）を報告するコーナー。最近はもっぱら独身であることを度々ネタにされている。
こうもり俊治と同じく、1月第3週から火曜日のレギュラーコーナーに昇格した。
なお、上の2つのコーナーは長文系のため読みきれない場合や、内容が過激すぎて読めない内容が多く送られるため、Podcast版の裏ジ魂（現在は終了）で読まれる事もある。
近年は1文や2文の非常に短い「ショートこうもり」「ショートぷちとむ」が大多数を占める。
- ジェッ○ストリーム

エンディングの後に行われるコーナー。担当はトム。「夜の静寂（しじま）に流れる魂のつぶやき」を募集。
- 「夜の静寂」を表すBGMはミスター・ロンリー、某FMの長寿番組のテーマ曲と同一。
- このコーナーのネタもpodcast版の裏ジ魂で読まれる。

- 奉納
  - 架空の神社「ラジ魂神社」に奉納される「いらない物」や「何のために奉納しているのか?」と思う奉納物を寄せるネタコーナー。
- めっちゃ!バッコミ!!
  - めっちゃ読みたくなる馬鹿に振り切ったコミックのタイトルとあらすじを募集するネタコーナー。
- 笑顔プロジェクト
全国・全道・札幌9区に彼女がいる中野に寄せられる各地の彼女からの愛のメッセージを週替りのテーマで募集するネタコーナー。
- ＃C-pla Presents ガチャリズム
カプセルトイ専門店「#C-pla」スポンサードによるコーナー。スタジオ内でガチャガチャを回して出たカプセルトイをもとにトークを展開する他、リスナーからもC-plaやカプセルトイに関するメッセージを募集する。

## コーナー（ラヅ魂）
- フリートーク（20分ほど）

基本的には、2人の思い出話やリスナーからの質問メールに答えながら進行していく。また、生放送中に紹介しきれなかったメッセージテーマに対するメールを紹介するために早めに切り上げることもある。
- 大巨ニュース

日本や海外のほのぼのニュースを紹介するコーナー。
- ネタ紹介

ラジ魂の方で紹介しきれなかったネタコーナーの優秀作メールを紹介する言わば在庫処分コーナー。どのコーナーが選ばれるかはランダム。
- ※ちなみにラヅ魂では、CMが入らない。

## 一時休止中のコーナー
- ラジ魂宣伝部プロジェクトム（22:20頃）

ラジオの聴取率調査週間に備えて「ラジ魂」のリスナーを増やす方法をリスナーが考え、その中から選ばれた作戦を実際に実行するというコーナー。
このコーナーで「スズランテープをラジ魂リスナーのしるしとすること」を定めた。
「ラジ魂全国制覇プロジェクト」と称する、日本全国の白地図のうち、「ラジ魂の爪あと」を残した都道府県を黒く塗りつぶしていくプロジェクトを遂行中。
岸團の影響で一応の存在はしているが、勢いが恐ろしく落ちていた。のちに岸團が終了し、通常通り再開した。
2018年現在、休止中。
- ぬるさと（22:00の時報明け）

トム担当のコーナー、初めに必ず母親に向かって何かを報告したり忠告したりするのがお約束。北海道の地元にある熱い観光スポットでもなく寂しい寒い所でもない、ぬるいけど何か味のある場所や施設などを紹介してもらうコーナー。 2018年10月改編をもって、一時休止。
- ドラゴンクエスチョン11（22:20頃）

勇者・トムと勇者・俊治が11枚のカードを交互に引き合い、クイズに答えて経験値を溜めていき、シーズン終了時に経験値が多いほうが勝つコーナー。 雑学クイズ、プライベートクイズなどには問題の難易度に応じて獲得経験値が割り振られている（難しいほど高得点）。リスナーとスタッフが考えたアイテムカード（相手を妨害したり、経験値を変動させるカード）や、物語のカギを握るウンコカードが登場する。
- 2018年3月31日の3rdシーズン終了時点で俊治3勝。
- 2018年10月改編で休止。

## 時期限定コーナー
- 私立ラジ魂学園卒業生呼びかけ

毎年3月の卒業シーズンに行うコーナーで、その年にラジ魂の中や世の中であった出来事を卒業式の呼びかけ風にリスナーから送ってもらうコーナー。本編では尺が足りないため裏ジ魂でも行っている。
- 七夕いろんな人からの願い事

七夕シーズンの7月もしくは北海道の七夕シーズンの8月に行うコーナー、数々の有名人からの短冊に書かれた願い事の発見報告を送ってもらうコーナー。
- 魂のレディーゴー

HBC（TBS）で放送されるオールスター感謝祭が放送される日が土曜日のためその時期に行う限定コーナー、目的は感謝祭の早押しクイズの時に言うレディーゴーという言葉は安易に言う言葉ではなくもっと前向きに使うものだ。という元にさまざまなところに行くリスナーの意気込みを送ってもらうコーナー。

## 終了したコーナー
- ヒコマロの夜食

グルメリポーターとしても活躍するパーソナリティー2人のスキルを評価するコーナー。
毎週スタッフの用意した料理やお菓子などをリポートし、どちらがより良いリポートだったかで対決する企画。採点方法はリスナーが持ち点100を2人に振り分けて勝敗を決する。たまにPodcast版の「裏ジ魂」でリスナーの評価、得点の割り振り、コメントなどを発表することがある。
- ラジ魂 商品企画部

リスナーの要望や自分勝手に新商品を企画する。
- 上記の二つのコーナーは2007年3月9日現在放送時間内に枠が取れないという関係上放送されていないが、事情などにより突然再開する可能性がある。

- ラジ魂 珍生相談

リスナーからの「軽い相談」に、パーソナリティ扮する「各界の専門家たち」が答えるコーナー。放送時間短縮時や特別企画のあるときに一番消滅することの多いコーナー。
- アントニオ猪木と生電話をつなぎ、リスナーの相談を受けてもらうという企画を行った。

- ラジ魂テレフォン～スプラッシュマウンテン～

ラジ魂で二人がリスナーと電話をつなぐ唯一のコーナー。「ラジ魂ランド」という空想上の施設の「スプラッシュマウンテン」にのって、リスナーの魂の叫びを聞く。出演したリスナーはラジ魂手ぬぐいを貰える。
- 大巨乳

2012年9月8日から突如誕生した新コーナー。もともと新コーナーの候補に挙がっていたが、終了したコーナーの跡継ぎが決まっていなかったため急遽登板させることにした。内容は大巨乳に遭遇したエピソードや対処法を報告してもらうコーナーである。
- プロファイリングピンクパンティーちゃん（PPP）

2011年4月23日からスタートしたコーナー、俊治が今まで出会ってきたピンクのパンツをはいている女性は部屋が汚いという理論をもとにリスナーが独自の解析でたどり着いた持論（仮説）を発表し、トムが判定をする（例として○○な女または男は○○である）、判定は納得ならばピンクパンティーちゃん、微妙なら再検証、これは違うと感じるとノーパンの3つ。
- エロ川乱歩

11時代のエロコーナーの一つ。日常の出来事や物をエロく文学的に小説のようにかいて送ってもらうコーナー。毎回ゲストに先生が来て作品を論評してもらう（東中野圭吾、吉村ばかななど）。ちなみにこのコーナーで使われているBGMは本家ジェッ〇ストリームで使われている。
- 対戦!オレたちの人生ゲーム

リスナーから募集したすごろく風の人生談を送ってもらうコーナー。2011年は、HBCラジオが60周年ということで60マスになっている。リスナーからは、自分人生で起きたことをプラス1～6、マイナス1～6の範囲で送ってもらう。60マスまでたどり着くとゴールで勝利、負けた側は勝者とリスナーに良いものプレゼントをする。勝負が決まると二人ともスタートに戻って新シーズンとして再び勝負する。2ndシーズンからスペシャルカード、カードの結果の2倍進むもしくは戻る「ダブル宣言」が追加された（ちなみにスペシャルカードで出た目の2倍進むか戻るという効果が出た場合、2×2の4倍進むか戻るとなる）
なぜかトムがマイナスを引く回数が多い。現在4thシーズンまで終了し、俊治2勝、トム2勝。
2017年10月から12月の間、復活コーナーとして行われた。
- ハリー○ッター

新しいハリー・ポッターシリーズのタイトルを募集。原作者が主要登場人物の死を宣言した為に興ざめとなりコーナーが終了。
- 8時のしげる

午後8時（当時の放送時間中）に全国のしげるが何をしているのかを投稿する「全国のしげるに捧げるオマージュ」。 テーマ曲は松崎しげるのヒット曲である愛のメモリー。当時は番組の後に松崎しげるの冠番組である松崎しげるの「しげるの時間」が放送されていた。「しげるの時間」終了及び帯番組移行により8時をまたぐことが無くなった為コーナー終了となった。
- トムと俊治のショートショート

あるお題に沿ってショートショートのドラマをするはずだったコーナー。が、実際はお題に沿って大喜利をするコーナーとなり最初から脱線。終盤はこれチョイ悪オヤジ風の投稿を紹介する枠となり10月改編でコーナー整理をされた際に終了。
- YESS BOSS!

どんなボスの指示でもYESS!と答える敏腕美人秘書ベリンダがNo!と言ってしまうような指示を募集。ベリンダは金髪らしい。11月第2週の放送をもって終了。
- タモさん!

昼の顔である某「タモさん」になりきって勝手に友達の輪を広げていくコーナー。12月第1週の放送をもって終了。

### 2007年4月の改編で終了したコーナー
- カンフードラゴン

インパクトのある一言を募集。 ヒゲダンスのテーマ曲である「「ヒゲ」のテーマ」に乗せて読む。火曜日のレギュラーコーナーとして放送されていた。
- これチョイ悪オヤジ風

少し間違っているチョイ悪オヤジ風である人物を募集。カンフードラゴンと同じく火曜日のレギュラーコーナーとして放送されていた。
- 予測変換

有名人に関する事や時事ネタなどを携帯電話の予測変換機能仕立てで紹介するコーナー。タモさんに代わり12月第2週から登場。水曜日のレギュラーコーナーとして放送されていた。
- アーノルド・シゲル・ツェネッガー

8時のしげるで多く投稿された「アーノルド・シゲル・ツェネッガー」から派生したコーナー。間違っている男らしさを募集。しかし最近は「間違っている男らしさ」から更に間違った投稿が多いが、トムと俊治はそういうモノも嫌いではないため、「不思議系」という枠で採用している。予測変換と同じく水曜日のレギュラーコーナーとして放送されていた。
- いとヲ歌詞

ちょっとおかしい歌詞にいれるツッコミを募集。木曜日のレギュラーコーナーとして放送されていた。
- それが答えだ!

物や人物になりきって悩み相談等のメールを送り、文末につけるラジオネームで落とすコーナー。7月第1週をもって終了。
- 真夏のディスコフィーバー

リスナーから募集した新コーナー案をまとめて作られた夏季限定コーナー。「熱いもの、心踊る言葉・シチュエーション」を募集する。その日で一番よかったネタには賞品として辛ラーメンが贈られた。夏休み限定コーナーだったため8月いっぱいで終了。2008年8月に一週限定で復活。

### 2007年10月の改編の際、もしくはそれ以降に終了したコーナー
- プロジェクト肉まんGO!FIGHT!

電話出演した、「コンビニで肉まんを買うたびに笑われる」というリスナーを励まそう、というコーナー。ラジ魂リスナーに、コンビニで肉まんを買うことを呼びかけた。また、「コンビニ店員がラジ魂リスナーであるか調べる」という方面にも発展したが、いつのまにか自然消滅。
- 登場しない人物

有名な作品に出てくる登場しない人物を募集。（勿論、実際にいないことが前提）。
2015年12月から2016年1月の間、期間限定復活コーナーとして行われた。
- お前は帰ってこなくていい”リターンズ!!“

過去の話で戻ってこなくてもいい!というものを紹介するコーナー。（実話、フィクション問わず）トム曰く「自分のプライベートを切り売りする」コーナー。12月第4週をもって終了。
2016年1月下旬から3月下旬まで「お前は帰ってこなくていい”リターンズ!!“の”リターンズ!!“」として期間限定復活。
- しげる君の妖怪大事典

日常生活を脅かす妖怪たちの目撃証言を送るコーナー。2008年4月26日をもって終了。
- 贈られた言葉

かつて先生から贈られた謎の言葉（フィクションあり）を送るコーナー。2008年7月26日をもって終了。
- 超能力少年しげる

しげる君が使う役に立つのか微妙な超能力を送るコーナー。2008年12月27日をもって終了。
- 名言改ざん

誰もが知る名言・名ゼリフ・名文句・文章などを勝手に改竄（かいざん）してしまうコーナー。2007年12月第4週から登場。2008年12月27日をもって終了。
- ぱんつドゥ（pants-ed）（中野担当）

普段使う言葉を、新しい「造語」に置き換えるコーナー。どれだけニュアンスで伝えられるかが鍵になる。「ぱんつドゥ」とは「脱いだパンツ」の意。2008年8月に、2週連続で「ぱんつドゥ」を多用した「夏休みぱんつドゥ日記」を募集した。2008年いっぱいで新規募集を終了し、2009年の最初に「冬休みぱんつドゥ日記」を募集。「ぱんつドゥワード」として認定されたものはすべて番組公式HPに掲載した。
2016年4月2日から同年9月27日まで、期間限定コーナーとして復活。
- 必殺!しげる人

「必殺しげる人」の通り名と技を募集。2009年1月から始まった。
- シルゲイツ

普通はありえない大金の使い道を募集するコーナー　元ネタはビル・ゲイツ　
- それキンシ～!（9時30分ごろ - ）

「がんじがらめの世の中に、さらに卍固めをかけて、世の中に出ても礼儀正しくできるようにする」ための「禁止事項」を募集。2009年1月から始まった。
- その事項に対して「キンシ～!」「それは、キンシだわ」などのSEが入り、禁止事項として認定されたものは番組公式HPに掲載。

- エロイムエッサイムA（エース）!（23時 - 、大森担当）

普通の言葉であるのに、エロく聞こえてしまう言葉を募集するコーナー。最初のコーナー名は「エロイムエッサイム」。
- 2006年11月10日の放送では、その日行われたプロ野球アジアシリーズ北海道日本ハムファイターズ対La Newベアーズ戦の結果速報の為に出演した、「野球お姉さん」こと斉藤こずゑに下ネタを言わせることに成功した。因みに斉藤こずゑは下ネタが大の苦手で、案の定半泣きで逃げるように退出していった。 さらに2007年5月19日の放送でも、リスナーが作ってくれたTシャツを届けに来た斉藤こずゑに下ネタを言わせた。 そのときは、斉藤こずゑはTシャツを届けてその場からいなくなろうとしたが、あっさりとよび止められてしまった。 斉藤こずゑが下ネタを読むとリスナーからのメールが急増する。
- 大森俊治が様々な中継場所に行き、リスナーからのネタを読む「大森中継」なるものが今までに三度行われた。また、大森が番組内での公約を破ったため、大森に罰ゲームとして「エロイムエッサイムA-歩く人-」として、通行人にエロく聞こえる言葉を読み上げさせた。
- 「エッサイムのテーマが流れないかもシリーズ」「○○がエロく見えましたシリーズ」など、本来の趣旨から脱線したネタも読まれた。
- もともと大森が全て読み、その言葉の後に「悪魔くん」のオープニングが流れていたが、2008年12月27日の放送で、大森の代理で入った女性アシスタント・MAYUの声が予想外に良かったことから、2009年1月3日の放送からは「エロイムエッサイム A」として、「A」こと女性アシスタントにエロく聞こえる言葉を読み上げさせるコーナーとなった。その言葉のあとには「ウルトラマンA」のテーマが流れるようになった。

- 奥様ここでもう一言（23時ごろ - ）

毎週大森の定めるキーワードに、一言リスナーが付け加えていやらしい響きにするコーナー。「エロイムエッサイム」に代わって登場。
- 知って得する!懸賞TV

ラジ魂と懸賞TVとのコラボレーション企画。特に終了の報告もなく自然消滅。
- 胸キュンしても良い頃（22時20分ごろ - ）

リスナーから募集した「胸キュンワード」をカードバトル風に読み上げて、大森と中野が対戦。
- 女性アシスタントを「召喚獣」として各一回ずつ代打させることができる。
- 2011年3月頃に終了。トムが圧倒的な勝利数で勝った。俊治はあらゆる手を使い勝利を掴もうとしたが、スタッフチームがトムの味方なためほとんど勝てていない。

- スマッター中佐（23時ごろ - ）

思わず立ってしまったエピソードを募集するコーナー
スマッター中佐が、急遽外国に移転するという形で終了。
- 自分破壊黙示録（23時10分ごろ - ）

さむーいギャクをリスナーから募集し、モモジ（大森俊治）が面白く変えられるか試すコーナー。面白く変えられなかった場合などは、「ざわざわざわ・・」と元ネタの賭博黙示録カイジのBGMが流れる。おそらく自然消滅。
- のりッター（21:45頃）

いろんなことに巻き込まれている全国の、のりおさんという人物のつぶやきを声優の若本規夫風に、紹介するコーナー。
- ツッコミ予想 魂のシンクロ（22:15頃）

あらゆるシチュエーションでの「ボケ」と「ツッコミ」をリスナーから募集。トムと俊治のどちらか一方が「ボケ」の部分を読み、それに対してどちらか一方が「ツッコミ」を当てるというもの。解答後に実際のツッコミが発表され、どの位一致しているかをパーセンテージで表す。
- ネガティブエスパー裏田腹男（うらたはらお）（21:40頃）

ネガティブエスパー裏田腹男の、気持ちと裏腹な言葉を投稿するコーナー。自然消滅。
- ドッキーの今日グチッ!（22:40頃）

HBCテレビ「グッチーの今日ドキッ!」の非公認パロディーコーナー。
どこかの国の、架空の放送局のパーソナリティー「ドッキーさん」が番組開始前に明るくグチるコーナー。
全てを牛耳る「ムロタニさん」、怪力の「ゆりりりん」、忍びの「オグリさん」、ドッキーさん大好き「ポリくん」、尺八大好きな天気予報士「ゴンドウさん」など、
多数のパロディーキャラクターが登場していた。バレたら即終了で始めたコーナーながら、2015年4月頃から2016年3月頃までの約一年間続いた。本家「今日ドキッ!」の番組改編に合わせて終了。

### 2018年10月の改編で終了したコーナー
- シンゲルの巨人（21:40頃）
  - 自分のテリトリーや心のエリアにズカズカ入って来る人を「巨人」と呼び、そんな巨人に壁を作っていくコーナー。2018年10月改編に合わせて終了。
- ダストヒューマン（22:40頃）
  - 自分が行ってしまったゴミの様な行動や言動を『ゴミの王』大森俊治に報告するコーナー。このコーナーの「MVD」（Most Valuable Dust）にはゴミバッジ・汚（お）バッジ（過去別番組のノベルティで作り、大量の在庫が残った大森の顔がプリントされたバッジ）が3個、5個、53個とゴミ色紙のいずれかがプレゼントされる。大森俊治直筆の雑誌「HE（へ）」が送られたこともある。
- どうてい力テスト（23:00 - ）
  - 5代目（エロイムエッサイムAを含めると6代目）のエロコーナー。新コーナー会議に出されたものが高確率でエロコーナーなので決められないという事で、番組内でエロコーナー総選挙を行い、見事1位になりコーナー確定した。内容は番組側から隔週に出されるシチュエーション問題に対して、リスナーが妄想＆中二病丸出しで回答していくというコーナーである。リスナーからの回答という形で投稿してもらったメールを読んだ後、トムと俊治が点数を表す単位「チェリー」で点数をつける（1人50チェリーで100チェリーが最高点だが、ネタの内容がハチャメチャだったためにマイナスチェリーを喰らいメールを採用されていない人よりも低い点数になったリスナーもいる）。その後、童貞の女神Dガールズと呼ばれる人たちからのお言葉をもらうというのが一連の流れである。ちなみにDガールズの種類は、ツンデレ、ボクっ娘、戦国時代のお姫様風、猫っ子、お姉さん風などのほかに2人以上で行うパターンもある。 2018年10月改編をもって、終了した。

### 2019年4月の改編で終了したコーナー
- ちょっとアレなAIにいろいろ教えて新作を書かせてみた件

ハリーポッターの新作をAIが書いたように、いろいろなものをちょっとアレな「ラジ魂AI」に取り込み新しい物語を書かせるコーナー。2019年4月の改編で終了した。
- た・だ・し!

求人広告、メンバー募集、譲ります・買います、などによくある但し書き。そんな但し書きの中にある極端に図々しい、厚かましい、ハードルの高い、条件の狭い但し書きを送るコーナー。2019年4月の改編で終了した。
- キング・ムダ・ハーツ

心に残る今思えばムダだった自分や他人の言動、行動が本当にムダだったのか判定するコーナー。2019年4月の改編で終了した。
- 妄想文化芸術劇場「shitataru（したたる）」

7代目のエロコーナー。番組改編に伴い終了した「どうてい力テスト」の事実上の後継。文化芸術劇場「したたる」で上演される演劇・オペラ・演奏会など、芸術作品の演目タイトルを送るというコーナー。「近日上演、◯◯」がテンプレート。（コーナー名は、スタジオのすぐそばにある札幌文化芸術劇場 Hitaru をもじったもの）2019年4月の改編で終了した。

### 2019年9月の改編で終了したコーナー
- あの日のキーボー

後悔や相談事を男性が自身の相棒である「キーボー」に話しかける。というコーナー。米津玄師の「Lemon」をBGMとして利用していた。このコーナー内で大森俊治は自身のことを「My real name is pen××」と発言。

## 特別番組
ラジ魂!元日スペシャル～お正月馬鹿ネタ祭り～
- 2007年1月1日に放送された特番。生放送で12:00 - 15:00の放送だった。
  - 普段のコーナーは「珍生相談」以外一切やらず、「ラジ魂大喜利」と題してお正月や新年にちなんだお題を振って、送られてきたリスナーのネタを大喜利スタイルで発表するコーナーをメインに放送した。
  - しかし普段のラジ魂を聞いてないリスナーや、常連リスナーでも慣れない時間の放送と言うこともあって、いまいち盛り上がりにかけるスタートとなった。その後番組中盤に差し掛かる頃にはリスナーも慣れ、元日のお昼という時間を考慮しないようなネタも飛び交い、普段どおりのラジ魂の展開になった。
  - 大森俊治は徹夜で仲間との飲み会を終えての出演で、全く寝ていない状態での出演だった。
  - 放送後の飲み会は午後7時まで行われたようで、ラジ魂スペシャルの放送時間よりも長い飲み会になった。会話の内容はもっぱら風俗のことらしく、とても放送では言えないようだ。

ラジ魂!1週間番組がなかったから1時間だけどやっちゃうよ!&今週から土曜夜9時の放送だから忘れずに聴けよ!スペシャル
- 2007年4月2日の20:00 - 21:00に放送される特番。4月からの放送で行われる新企画などの発表が主な内容だった。

ラジ魂!!年越しスペシャル
- 2007年12月31日23:30から2008年1月1日4:00までの4時間30分の生放送という無謀な企画。
  - この放送では通常コーナーを一切行わず、かつて放送していた「8時のしげる」、「それが答えだ」、「アーノルド・シゲル・ツェネッガー」、「いとヲ歌詞」、「予測変換」を1夜限り復活した。
  - 生放送中に札幌市内の10区の神社を10ヶ所回るという無謀な企画を行った。レポーターは川井"J"竜輔。結局、この企画は放送中に完結できず、最後の神社は放送終了後に訪問した。
  - 中野智樹は12月31日の19:00 - 21:00に『ベストテンほっかいどう2007年間ランキング』、2008年1月1日の12:00 - 16:00は『「アキトム!」新春大放送（カミトム2008連発!!）』とHBCラジオの年末年始の特番に出ずっぱりだった為、かなり大変だった模様。

ラジ魂!スペシャル 元日魂!（がんじつだましい）
- 2009年1月1日 12:00 - 16:00放送。
  - リスナーにお題を出してメールを募集する大喜利を行う。大森俊治が家庭の事情で出演できなかったため、代わりに川井"J"竜輔が勤める。レギュラー放送では受け付けていない曲のリクエストも、この日に限り募集した。

## Podcast
HBCラジオのポッドキャストにて独自番組「裏ジ魂（うらじこん）」が配信されていた。
実は裏ジ魂単体としての配信ではなくHBCラジオの各番組を宣伝するためのPodcastであり、「ウィークリーHBC」中での配信となっている。
しかし他番組の更新が6ヶ月以上行われていないという状況だった為長い間裏ジ魂がHBC Podcasting唯一の配信コンテンツとなっていた。更新回数も100回を越え全番組の中でダントツの更新回数を誇り、2010年まで更新された。
内容は単なる雑談がメインだがたまに番組連動企画が行われる。これまでに「ダーツ対決の敗者がラジオのオンエアで自分の携帯メールを公開＝敗者・大森俊治」、「ダーツ対決リベンジの敗者がリスナーの自宅に自腹（商品代金+スタッフ、本人の交通費を自己負担）でお歳暮を届ける＝敗者・大森俊治」、「『ヒコマロの夜食』2連敗でプレゼントをリスナーに届ける＝敗者・大森俊治」といった企画を実施している。また、雑誌サイゾーを発行しているインフォバーンが運営するポッドキャスト番組「デリセン」でも紹介された。また番組連動企画はHBCのブロードバンドサイト「HBC-BB」でも紹介されている。
その後2021年8月7日からは「笑顔プロジェクト」コーナーを毎週配信する他、2023年7月からは「#C-pla Presents ガチャリズム」コーナーを月1回の頻度でポッドキャスト配信し前月のガチャリズムを1本にまとめた内容としている。

## ノベルティー
- パーソナリティの心を掴んだ投稿に対してプレゼントされる番組ノベルティーとして「ラジ魂太男留（-こんたおる）」が用意されている。2006年6月のレーティング対策としてレミオロメンのタオルマフラーをプレゼントしたのがきっかけで製作されたと思われる物でスカイブルーの地にネイビーで番組ロゴがプリントされたタオルマフラーである。アーティストグッズやキャラクター物にしか採用されないマイクロファイバーを贅沢にもラジオ番組のノベルティーとして採用しロゴが綺麗に見えるのが特徴。そのこだわりの故単価がかさみプレゼント数が少なく、獲得するのはかなり困難な状況となっていた。しかし、大森俊治が「その時のノリでプレゼントする」と言いだしたため、11月下旬頃から大量流出が始まり、とうとう年末年始で在庫が切れてしまった。それを受けて重版となるラジ魂太男留マーク2、マーク3が生産され、再びプレゼントが始まった。しかし、それすらも在庫が切れている。
  - 2007年12月の聴取率調査週間用のプレゼントとして中野、大森の姿がプリントされたオリジナルチロルチョコが採用されたネタの評価に応じてプレゼントされた。
  - 2008年、新しいノベルティとして「ラジ魂手ぬぐい」が制作された。
  - 2009年、「ラジ魂手ぬぐいマークII」が制作される。
  - ネタで大爆笑となった際、主にトムが「これ手ぬぐい」と言うのが常。
  - 2018年現在、ネタがウケた際のノベルティは、トムが「毛玉」、俊治が「辛（から）」。